# Helina pectinifemorata
Helina pectinifemorata är en tvåvingeart som beskrevs av Fritz Isidore van Emden 1965. Helina pectinifemorata ingår i släktet Helina och familjen husflugor. Inga underarter finns listade i Catalogue of Life.